# Xã Linn, Quận Dallas, Iowa
Xã Linn (tiếng Anh: Linn Township) là một xã thuộc quận Dallas, tiểu bang Iowa, Hoa Kỳ. Năm 2010, dân số của xã này là 539 người.